# アグラフ

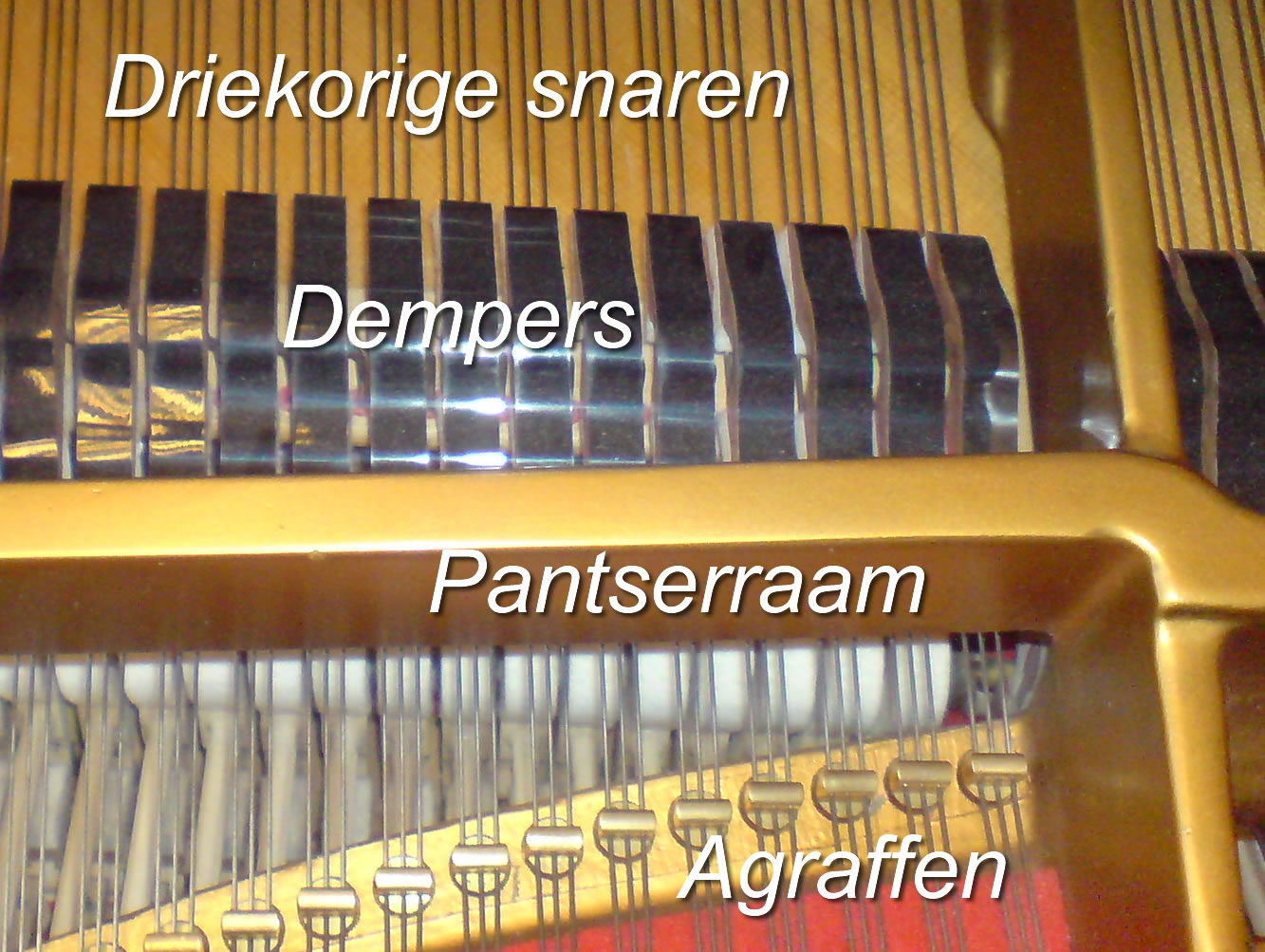
現代グランドピアノにおけるアグラフ（下部の丸い部品）。

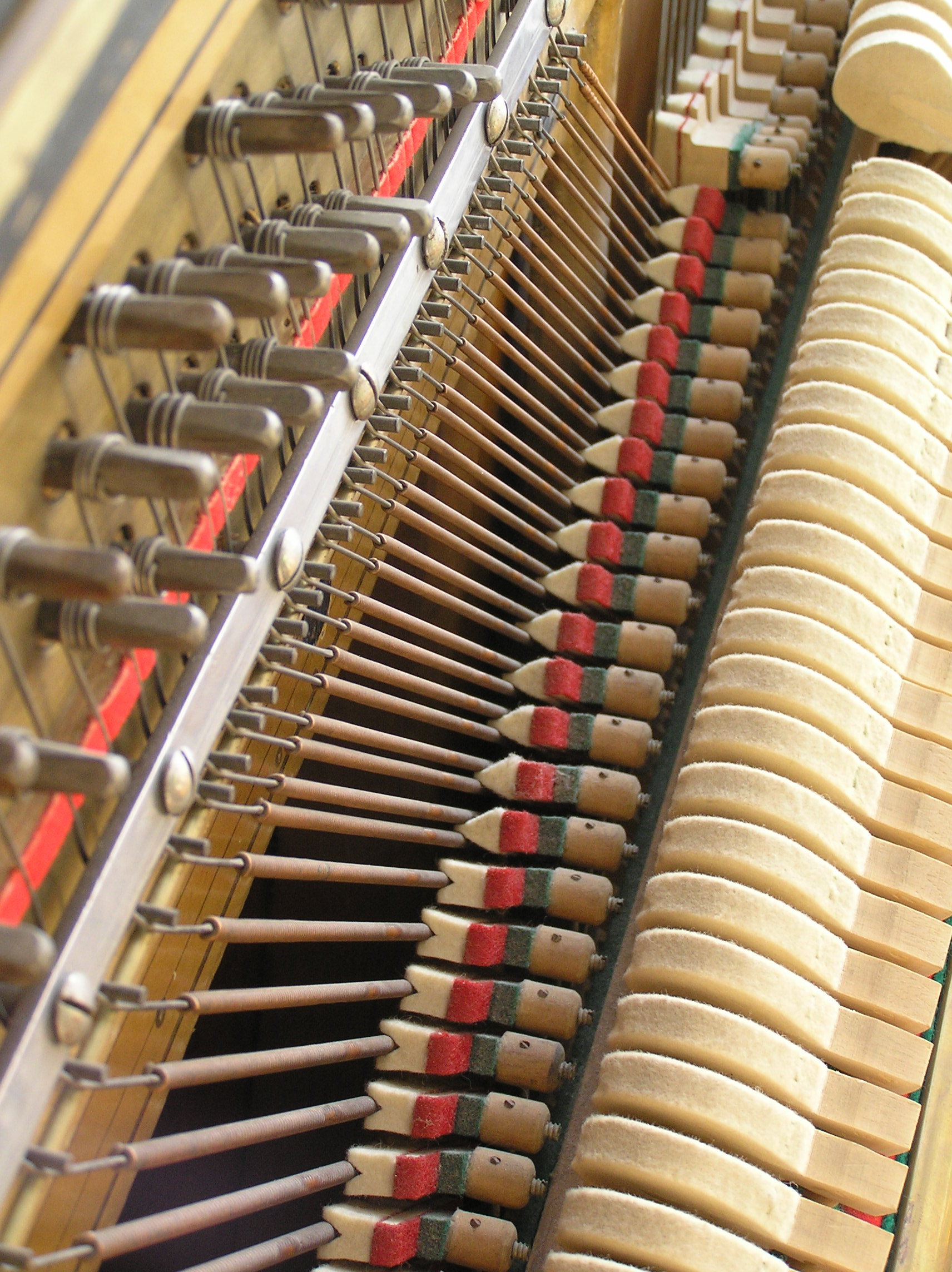
アップライトピアノにはアグラフはなく、プレッシャーバーが弦の振動長を決めている。左上から右下: チューニングピン、（赤色 = フェルトきれ）、プレッシャーバー（金属フレームにねじで留められている）、弦（低音の弦の場合は銅線が巻き付けてある）、ダンパー、ハンマー。

イギリス式アクションの概念図。アグラフは18番の部品。

アグラフ（英: Agraffe、フランス語で留め金を意味するAgrafeからの借用語）は一部のピアノで見られる部品である。アグラフは弦のチューニングピン端にある弦押さえであり、プレートにねじ込まれている。アグラフには弦を通す穴が開けられている。アグラフは弦をしっかりと固定し、適切な高さを確保し、弦の振動長を決定する。弦は圧力点を作っているアグラフと駒の間で自由に振動する。
アグラフは主にグランドピアノで使われる。アグラフは1809年にセバスチャン・エラールによって考案された。アグラフはプレッシャーバー（または「カポダストロ」）と同じ機能を有する（1838年にピエール・エラールによって特許が取得され、主にアップライトピアノで使われる）。
質の良いアグラフは通常真鍮製であるが、塗装または電気めっきすることもできる。弦の本数に応じてアグラフの穴は1個から3個の間で変わる。アグラフには2つの異なるサイズ（1/4" および7/32"）がある。弦の通る穴は通常皿穴である。アグラフは弦に対して垂直に取り付けられなければならず、薄い真鍮製のくさび（シム）を使ってそれらの高さは調節される。アグラフは取り除くことが困難なこともあり、壊れたアグラフの修理には大抵長期間を要する（特にプレートに食い込んでいた場合）。摩耗した弦穴はブーンという音の原因となることがあり、これはアグラフの弦穴の内部を埋めることで直すことができる。